# مارغريت إدسون
مارغريت إدسون (بالإنجليزية: Margaret Edson)‏ هي مؤلفة ومُدرسة وكاتِبة أمريكية، ولدت في 4 يوليو 1961 في واشنطن العاصمة في الولايات المتحدة.

## وصلات خارجية
- مارغريت إدسون على موقع IMDb (الإنجليزية)
- مارغريت إدسون على موقع قاعدة بيانات برودواي على الإنترنت (الإنجليزية)